# 備前田井駅
備前田井駅（びぜんたいえき）は、岡山県玉野市田井三丁目にある、西日本旅客鉄道（JR西日本）宇野線（宇野みなと線）の駅である。駅番号はJR-L14。

## 歴史
- 1939年（昭和14年）1月1日：宇野線の八浜駅 - 宇野駅間に新設開業[1]。
- 1940年（昭和15年）11月1日：営業休止[1]。
- 1950年（昭和25年）11月15日：営業再開[2]。
- 1960年（昭和35年）10月1日：宇野線電化完成。電車の運転開始。駅舎の改良工事開始。交換設備設置に伴い、有人化[3]。
- 1961年（昭和36年）
  - 4月：国道30号が開通。駅舎の改良工事終了。
  - 9月1日：宇野線の単線自動化。
- 1970年（昭和45年）
  - 4月5日：宇野線CTC化完成。
  - 4月30日：宇野線の手小荷物運搬電車運転終了（茶屋町駅 - 宇野駅間の途中駅での荷物扱い廃止）。
  - 5月1日：無人駅となる[4]。
  - 6月：無人化にあわせた駅の改良工事が実施される。
- 1987年（昭和62年）
  - 3月23日：当駅を含む岡山駅 - 宇野駅間に213系電車を使用した快速「備讃ライナー」の運転開始。
  - 4月1日：国鉄分割民営化により西日本旅客鉄道（JR西日本）に承継[1]。日本貨物鉄道（JR貨物）が宇野線全線の第二種鉄道事業者となる。
- 1988年（昭和63年）4月10日：瀬戸大橋開通。本四備讃線が開業し快速「マリンライナー」などが運転開始。同時に岡山駅 - 宇野駅間の快速「備讃ライナー」、宇高連絡船やホバークラフトは廃止され高速艇のみ存続され、岡山行の直通列車が減少する。
- 2002年（平成14年）4月1日：日本貨物鉄道が「茶屋町駅 - 宇野駅間」の第二種鉄道事業廃止。自動券売機の運用が開始される。
- 2007年（平成19年）4月：ホーム・待合室の改良工事が実施される。
- 2010年（平成22年）1月：トイレ・通路の改良工事が実施される。
- 2016年（平成28年）10月：第3回瀬戸内国際芸術祭の出展作品（「JR宇野みなと線アートプロジェクト」）として、待合室の塗装がエステル・ストッカー（ドイツ語版）（イタリアの画家）がデザインしたものに変わる[5]。
- 2019年（平成31年）3月16日：始発列車より茶屋町駅 - 宇野駅間でも「ICOCA」などの全国相互利用対象のIC乗車カードが利用できるようになり、全線がIC乗車カード「ICOCA」のエリアとなっている。よって、当駅も簡易型ICカード改札を1か所が設置された。

## 駅構造

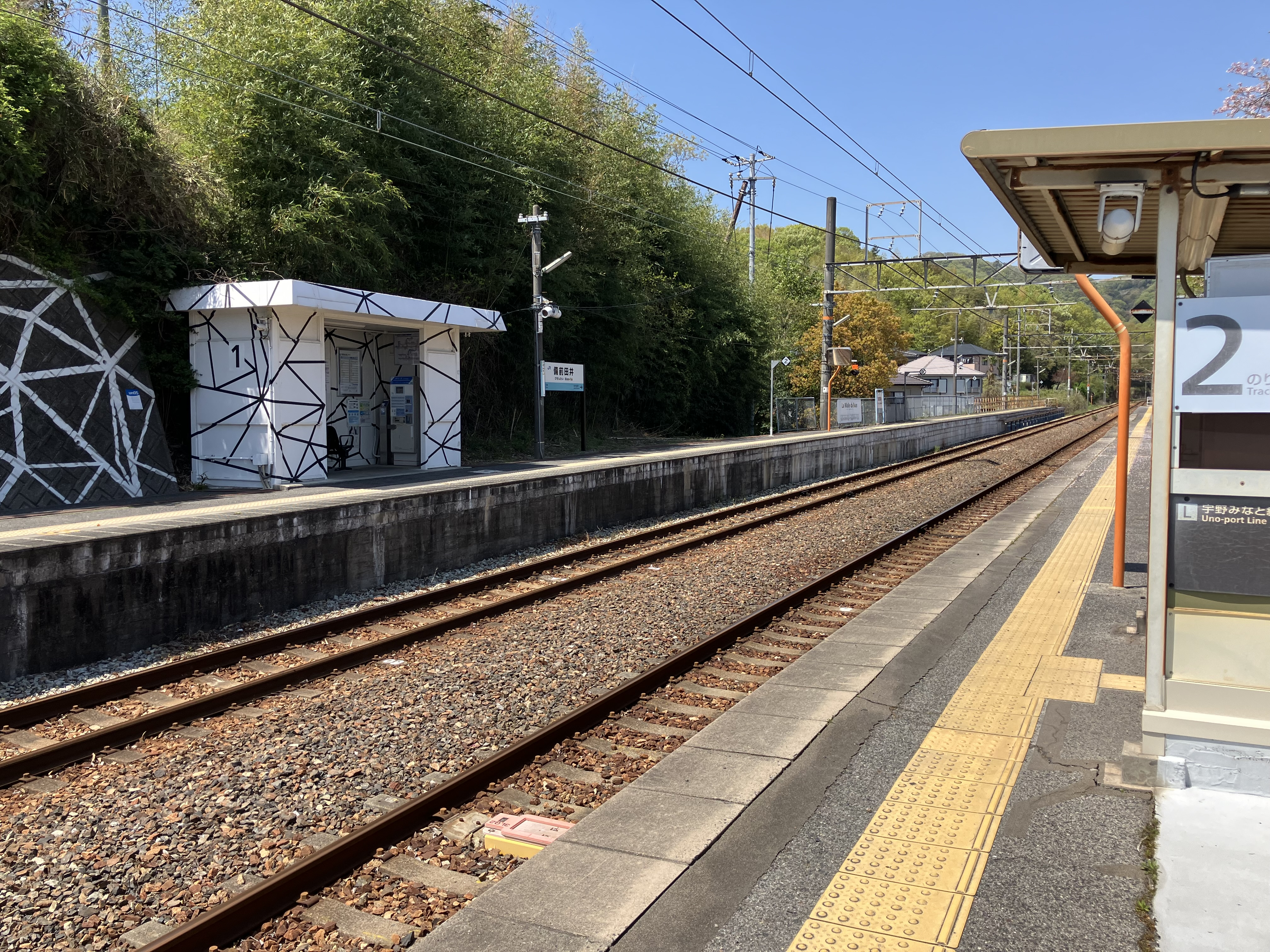
奥側が岡山方面ホーム（2024年4月）

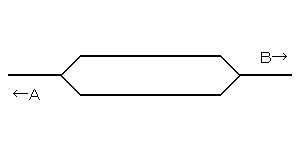
構内配線図 A:茶屋町 B:宇野（上方向が東）

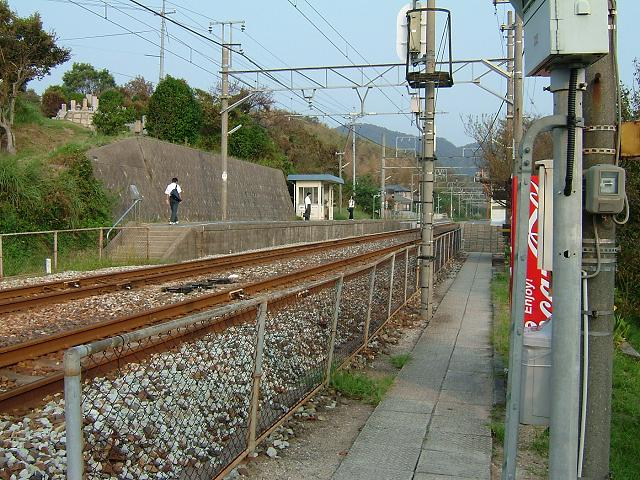
アート化前の待合室（2005年9月）

相対式ホーム2面2線を持ち、交換設備を有する地上駅。駅舎はなく、直接ホームに入る形になっている。両ホームの宇野寄りにそれぞれ出入口があり、上下ホームは宇野寄りの構内踏切で結ばれている。
盛土上のために道路からは階段がある（スロープなどは無い）ので、駅構内まで車椅子で行くことは困難である。線路配置はY字分岐（両開き）で、安全側線は無い。
児島駅管理の無人駅である。

### のりば
| のりば | 路線         | 方向 | 行先             |
| ------ | ------------ | ---- | ---------------- |
| 1      | 宇野みなと線 | 上り | 茶屋町・岡山方面 |
| 2      | 宇野みなと線 | 下り | 宇野方面         |

- 上記の路線名は旅客案内上の呼称（愛称）で表記している。一時期のりば番号標が抹消されていた時期があったが、のちに復活している。

### 往年の名残
- 現在は普通電車のみの運転となっているが、宇高連絡船が現役だった頃には優等列車や四国への貨物列車が運転されていた名残で、行き違いの線路有効長が長くなっている。

## 利用状況
1日の平均乗車人員は以下の通りである。
| 乗車人員推移 | 乗車人員推移 |
| 年度         | 1日平均人数  |
| ------------ | ------------ |
| 1999         | 232          |
| 2000         | 235          |
| 2001         | 232          |
| 2002         | 234          |
| 2003         | 224          |
| 2004         | 237          |
| 2005         | 234          |
| 2006         | 235          |
| 2007         | 247          |
| 2008         | 243          |
| 2009         | 237          |
| 2010         | 235          |
| 2011         | 248          |
| 2012         | 265          |
| 2013         | 277          |
| 2014         | 273          |
| 2015         | 302          |
| 2016         | 312          |
| 2017         | 318          |
| 2018         | 317          |
| 2019         | 318          |
| 2020         | 248          |
| 2021         | 245          |

## 駅周辺
- 日本郵便玉野田井郵便局
- 玉野警察署田井駐在所
- 玉野市立田井保育園
- 玉野市立田井小学校
- 玉野市田井市民センター
- 中国銀行田井支店
- 三井生協田井店
- 田井みなと公園
- 玉野市消防本部・玉野市消防署 - 道の駅みやま公園隣接
- 深山公園
  - 道の駅みやま公園
- 玉野スポーツセンター
- 岡山県道22号倉敷玉野線
- 岡山県道45号岡山玉野線
- 岡山県道74号倉敷飽浦線

※駅前にはバス乗り場（シーバス）、駐車場、駐輪場、公衆電話がある。

## バス路線
田井駅
- 両備バス
  - 玉野市コミュニティーバス（シーバス）：西ルート

田井
- 両備バス
  - 玉野渋川特急：岡山駅 / 渋川（ダイヤモンド瀬戸内マリンホテル）・おもちゃ王国
  - 普通：岡山駅 / 玉野市役所前 / 渋川三丁目

## その他
- ICOCAの使用履歴について、当駅は「備田井」と表記されている。

## 隣の駅
西日本旅客鉄道（JR西日本）
 宇野みなと線（宇野線）
八浜駅 (JR-L13) - 備前田井駅 (JR-L14) - 宇野駅 (JR-L15)